# Diana Gustilina
Diana Władimirowna Gustilina (ros. Диана Владимировна Густилина; ur. 21 kwietnia 1974 we Władywostoku) – rosyjska koszykarka, występująca na pozycjach rzucającej lub niskiej skrzydłowej, reprezentantka kraju, multimedalistka międzynarodowych imprez koszykarskich.

## Osiągnięcia
Na podstawie, o ile nie zaznaczono inaczej.
Drużynowe
- Mistrzyni:
  - Eurolgi (2003)
  - Rosji (2002, 2003)
- Wicemistrzyni Rosji (1999–2001, 2004)
- Brąz mistrzostw Rosji (2005)
- 3. miejsce w Lidze Światowej FIBA (2003)[3]
- Zdobywczyni Pucharu Rosji (2005)
- Finalistka Pucharu Rosji (2004)

### Reprezentacja
Seniorska
- Mistrzyni Europy (2003)[4]
- Wicemistrzyni świata (2002)[5]
- Brązowa medalistka olimpijska (2004)[6][7][8][9]
- Uczestniczka kwalifikacji do Eurobasketu (2001, 2003)

Młodzieżowe
- Brązowa medalistka uniwersjady (1999)